# District de Saintes
Le district de Saintes est une ancienne division territoriale française du département de la Charente-Inférieure de 1790 à 1795.
Il était composé des cantons de Saintes, Cozes, Dompierre, Ecoyeux, Gemozac, Mortagne, Pont Libre ci devant Pont Labé, Port d'Envaux et Saujon.